# Tesi
La tesi (dal greco antico ϑεσις, thesis, ovvero "posizione") è un enunciato (o proposizione), di cui si vuole accertare la validità tramite una dimostrazione, a partire da un'ipotesi e da assiomi.
Se la dimostrazione viene portata a termine con successo, essa consente ad un'affermazione, ad esempio una congettura, di acquisire validità, divenendo così un teorema. Ciò che la differenzia da un assioma non è il grado di validità, ma il fatto che essa sia un risultato dimostrabile a posteriori.
Una delle tesi più famose e conosciute può essere considerata quella del Teorema di Pitagora; l'ipotesi relativa a tale tesi consiste nel considerare un triangolo rettangolo, mentre per le varie dimostrazioni possibili si può consultare il paragrafo dedicato all'interno della voce di questo teorema.